# Gargar
Gargar är ett vattendrag i Armenien. Det ligger i den nordvästra delen av landet, 90 kilometer norr om huvudstaden Jerevan.
Trakten runt Gargar består till största delen av jordbruksmark. Runt Gargar är det ganska tätbefolkat, med 96 invånare per kvadratkilometer.